# نرجس آبيار
نرجس آبيار (بالفارسية: نرگس آبیار) (8 أغسطس 1970 في طهران، إيران -) مخرجة سينمائية ومؤلفة وكاتبة سيناريو إيرانية. اشتُهرت بعد إخراجها فيلم المسار 143 المقتبس من رواية آبيار بعنوان «العين الثالثة» التي تروي قصة امرأة وابنها أثناء الحرب. وتُعرف أيضًا بفيلم التنفس، ووعندما كان القمر مكتملًا. وتصور أفلامها معاناة النساء والأطفال الناجمة عن المجتمع أو الحرب أو التطرف. كتبت نرجس أيضًا أكثر من ثلاثين قصة قصص وخيال للأطفال والشباب والبالغين.

## السيرة المهنية
تخرجت نرجس في الأدب الفارسي. بدأت في تأليف الكتب عام 1997 حتى الآن، بدأت حياتها المهنية في الإخراج بفيلم الاشياء في المرآة اوضح مما تبدو عليه عام 2005 وبعض الأفلام القصيرة والأفلام الوثائقية، معظمها عن حرب إيران والعراق.
على الرغم من أنها كتبت أربعة أفلام درامية، إلا أنها أنتجت العديد من الأفلام الوثائقية القصيرة والقصيرة منذ عام 2005، وكانت تجربتها الأولى في الخيال «طريق مسدود» كما حصدت جائزة أفضل فيلم قصير لمهرجان ستيش والعديد من المهرجانات الدولية.

### الحياة الشخصية
تزوجت من المنتج محمد حسين قاسمي.

## فيلموغرافيا

### أفلام سينمائية
- المسار 143
- الاشياء في المرآة اوضح مما تبدو عليه
- (نفس 2015)
- عندما كان القمر ممتلئًا (2019)

### الافلام الوثائقية
- الطريق المسدود ؛ (خيال - 15 دقيقة - 2006).
- قصة قصة قابلة للتصديق (رواية 2007)
- بعد يوم واحد من اليوم العاشر (الفائز بجائزة أفضل فيلم وثائقي للمهرجان الإسماعيلي المصري - الجائزة الكبرى لمهرجان باتوم في جورجيا - جائزة النجاح السينمائي لمهرجان AZA في اليونان - دبلوم الشرف من مهرجان Iguana في إيطاليا - أفضل فيلم وثائقي عن مسابقة عاشوراء للصور والمشاركة في المهرجانات العالمية الخمسة والثلاثين [5] [6]
- يوم النهاية (وثائقي 2008) (أفضل فيلم وثائقي للفيلم شبه الطويل لمهرجان Verite السينمائي - جائزة أفضل فيلم وثائقي لمهرجان آشورا صباحًا
- أم المدينة (فيلم وثائقي 2008) (جائزة أفضل فيلم وأفضل سيناريو طويل لمهرجان يزد الأضاحي)
- قرحة (نصور) ؛ (خيال 2009) ؛ (أفضل مهرجان للأفلام القصيرة لمهرجان الدفاع المقدس - أفضل مهرجان للأفلام لثلاثة عقود من الحضور - حضور مهرجان التركيز على النبات في اليونان وداكا، بنجلاديش)
- شيربوشان ، (وثائقي 2010) ؛ (مرشح لجائزة أفضل فيلم وثائقي لمهرجان جراند أفي في بولندا)

## المؤلفات (كتب)
- يحمل ديدان لا تشبع على جسده حاصد على الجائزة الأدبية لأصفهان ومهرجان مختار للكتاب
- عين العين الثالثة لأفضل دفاع مقدس رواية 2006
- أسطورة ربيع نحيل . الحائزعلى جائزة نوبل
- لم يكن نهاراً ولا ليلاً
- قصائد سمكة مكسوة بالسماء ؛ تم اختياره في مهرجان الكتاب الأفضل
- قصة خمس سنوات . تم اختياره في مهرجان الكتاب الأفضل
- الوجود المنهك للازدهار

## روابط خارجية
- نرجس آبيار على موقع IMDb (الإنجليزية)
- نرجس آبيار على موقع قاعدة بيانات الفيلم (الإنجليزية)